# Сабеллиды
Сабелли́ды (лат. Sabellidae) — семейство сидячих многощетинковых червей. 

## Описание
С помощью кожных желёз представители этой группы строят трубки, в состав стенки которых, как правило, входят частицы донного осадка. На переднем конце тела сабеллид расположена пара перистых, покрытых ресничным эпителием пальп. С их помощью черви собирают из толщи воды и с поверхности грунта частицы, которые затем используют в пищу или для построения трубки. Также через поверхность пальп осуществляется интенсивный газообмен. Распространены в донных сообществах всех океанов. 

## Систематика
Семейство включает следующие роды:
- Acromegalomma Gil & Nishi, 2017
- Amphicorina Claparède, 1864
- Amphiglena Claparède, 1864
- Anamobaea Krøyer, 1856
- Aracia Nogueira, Fitzhugh & Rossi, 2010
- Bispira Krøyer, 1856
- Branchiomma Kölliker, 1858
- Caobangia Giard, 1893
- Chone Krøyer, 1856
- Claviramus Fitzhugh, 2002
- Clymeneis Rathke, 1843
- Desdemona Banse, 1957
- Dialychone Claparède, 1868
- Euchone Malmgren, 1866
- Eudistylia Bush, 1905
- Euratella Chamberlin, 1919
- Fabrisabella Hartman, 1969
- Glomerula Nielsen, 1931
- Hypsicomus Grube, 1870
- Jasmineira Langerhans, 1880
- Laonome Malmgren, 1866
- Myxicola Koch in Renier, 1847
- Notaulax Tauber, 1879
- Panoumethus Fitzhugh, 2002
- Panousea Rullier & Amoureux, 1970
- Paradialychone Tovar-Hernández, 2008
- Parasabella Bush, 1905
- Perkinsiana Knight-Jones, 1983
- Potamethus Chamberlin, 1919
- Potamilla Malmgren, 1866
- Potaspina Hartman, 1969
- Pseudobranchiomma Jones, 1962
- Pseudopotamilla Bush, 1905
- Sabella Linnaeus, 1767
- Sabellastarte Krøyer, 1856
- Sabellomma Nogueira, Fitzhugh & Rossi, 2010
- Sabellonga Hartman, 1969
- Schizobranchia Bush, 1905
- Stylomma Knight-Jones, 1997
- Terebrasabella Fitzhugh & Rouse, 1999

## Галерея

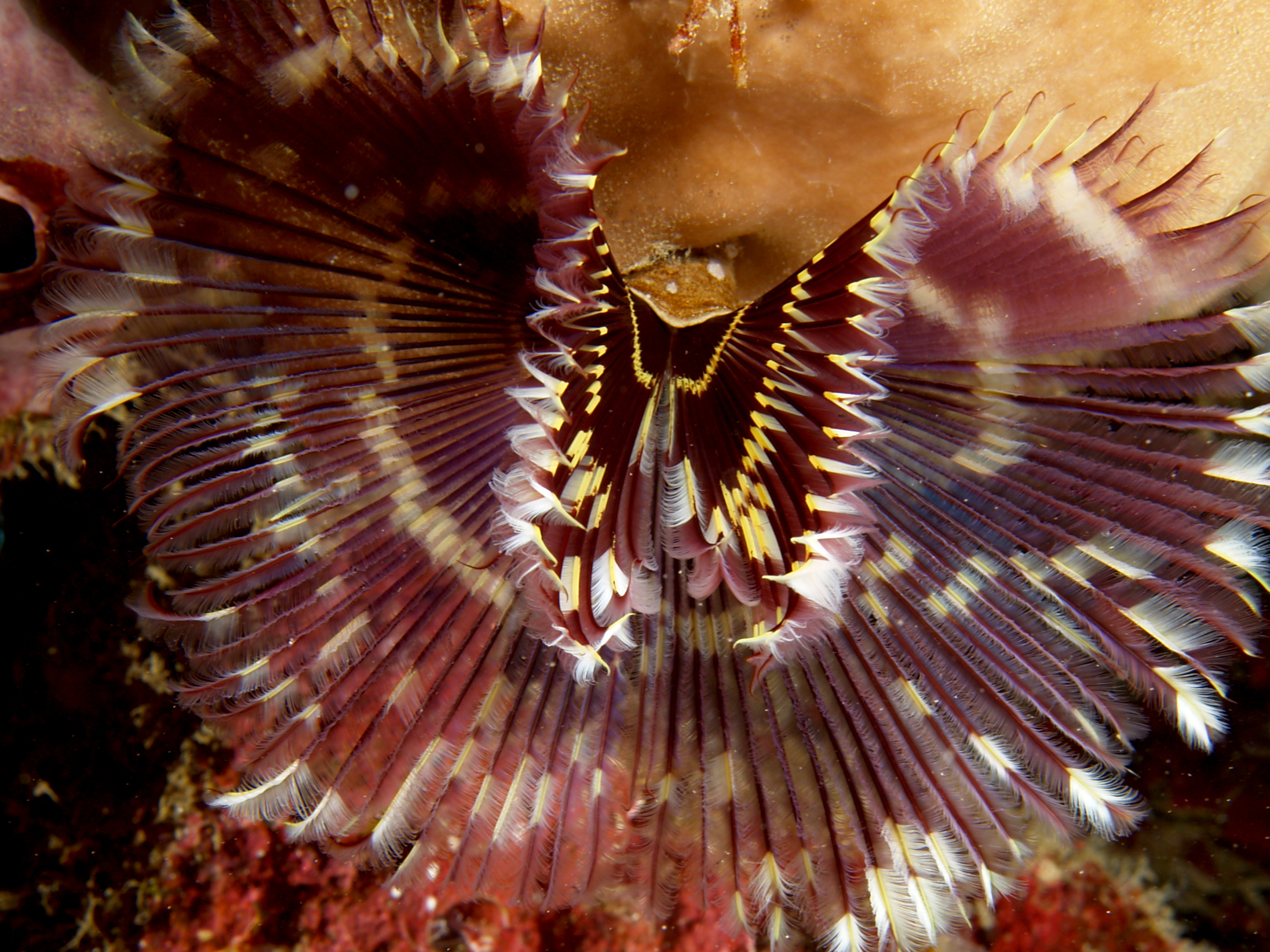
Sabellastarte indica
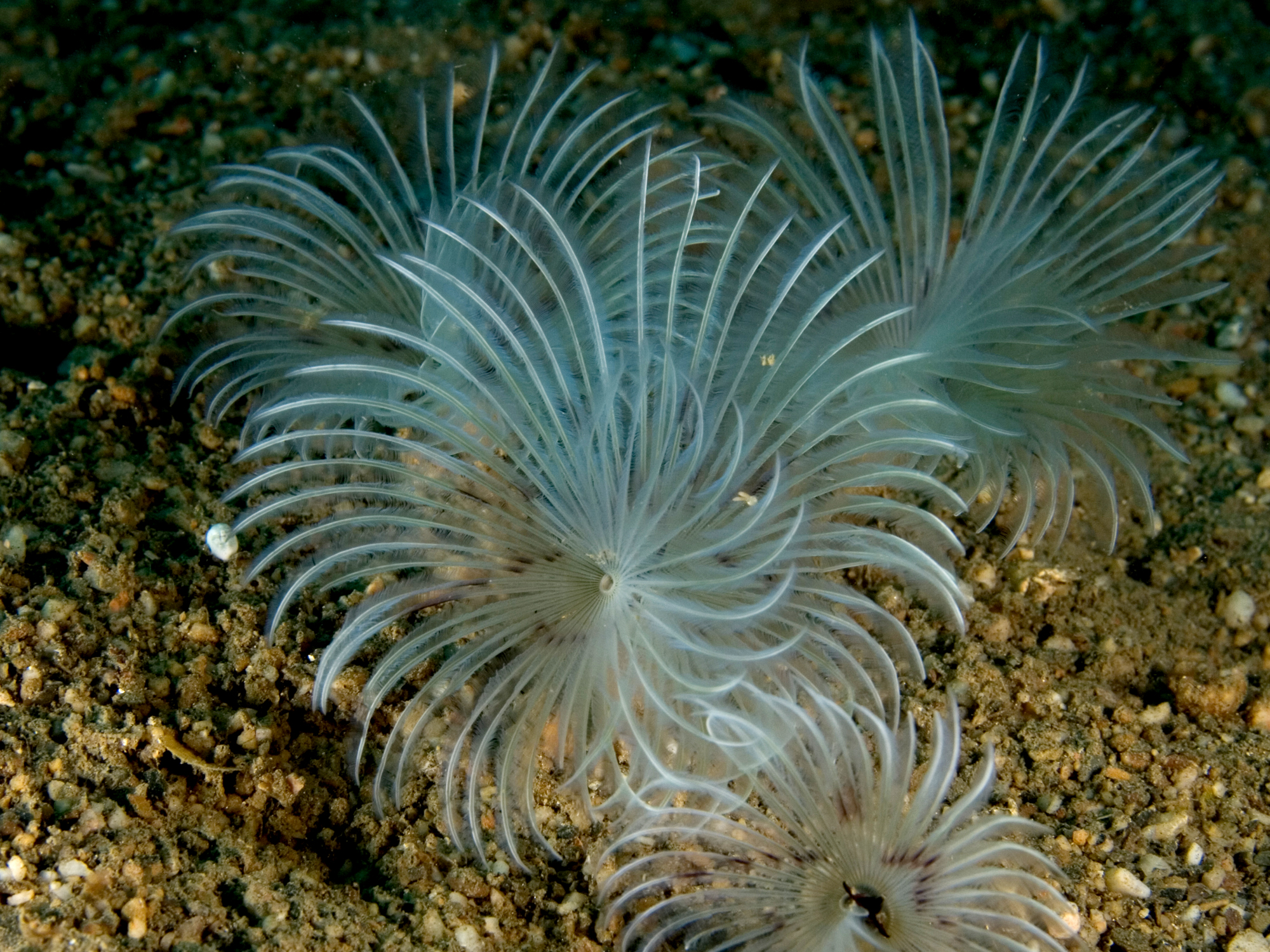
Колония Bispira sp.
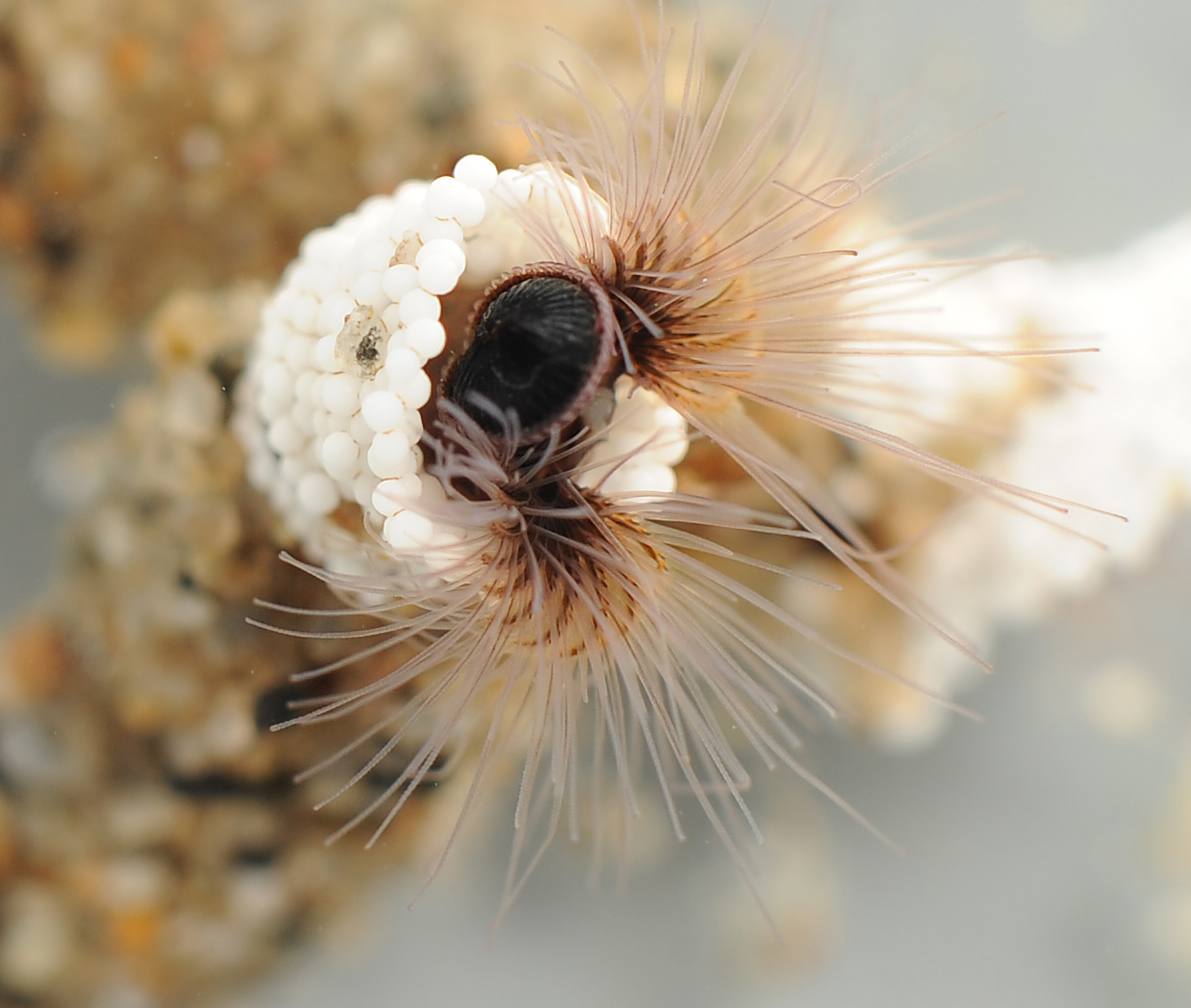
Phragmatopoma californica
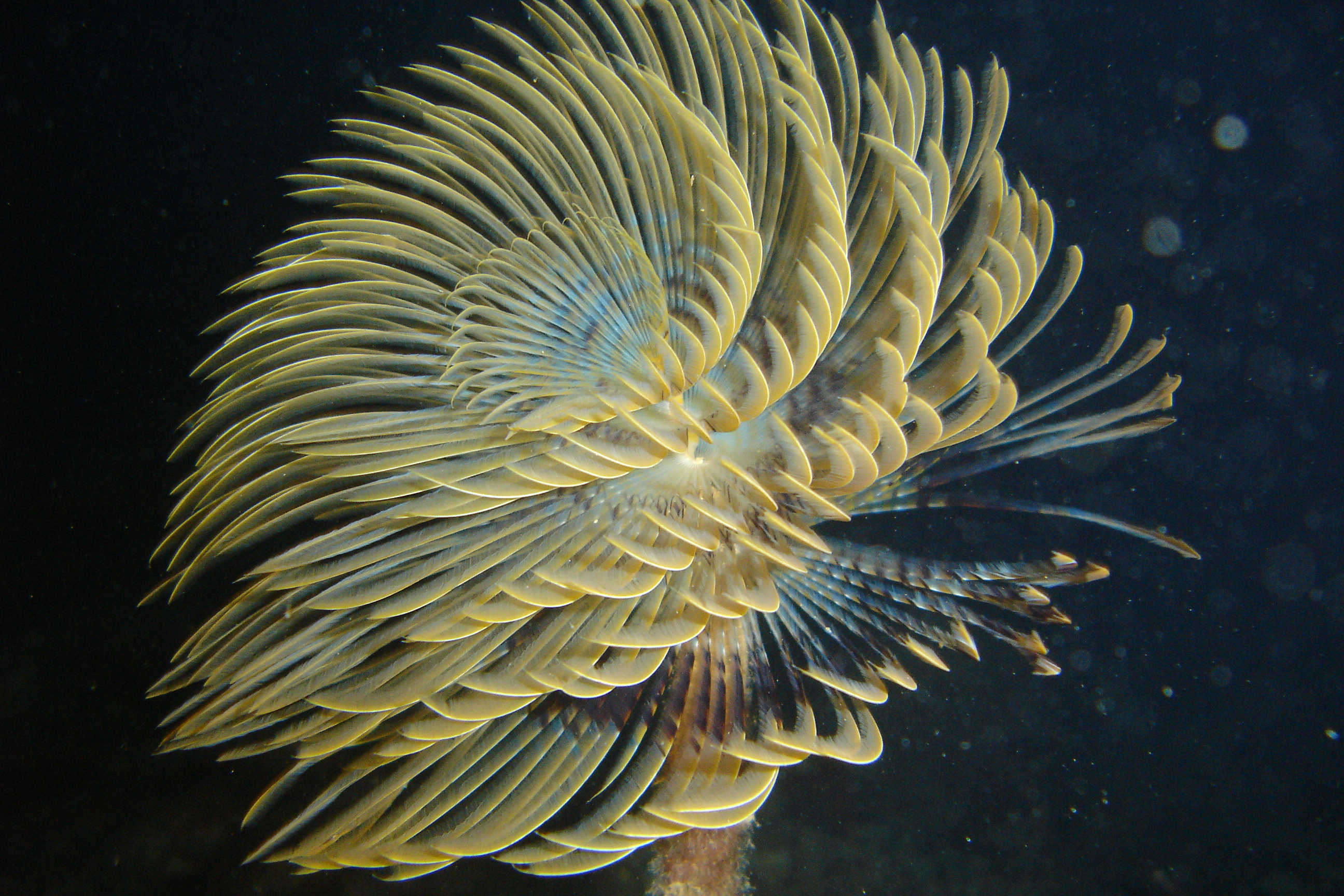
Spirographis sp.